# Oxytonon
Een oxytonon (meerv. oxytona, van het Oudgriekse ὀξύτονος) is in de fonologie een woord met de klemtoon op de laatste lettergreep. Voorbeelden in het Nederlands zijn de woorden ka-pót en lo-co-mo-tíéf.
Woorden die uit niet meer dan één lettergreep bestaan - zoals net en touw - zijn vanzelfsprekend ook altijd oxytona. Woorden van twee lettergrepen zijn dit niet altijd; zo is het tweelettergrepige rá-zend geen oxytonon. 
In het Frans zijn bijna alle woorden oxytona, ongeacht het aantal lettergrepen waaruit het woord bestaat. Dit hangt nauw samen met typisch Franse historische ontwikkelingen als syncope.
Een woord waarin de klemtoon op de voorlaatste lettergreep ligt heet paroxytonon. In een proparoxytonon ligt de klemtoon op de op twee na laatste lettergreep.